# Carex whitneyi
Espèce
Classification phylogénétique
Carex whitneyi est une espèce des plantes du genre Carex et de la famille des Cyperaceae.